# TNT (chanson)
Pour les articles homonymes, voir TNT.
Singles de AC/DC
It's a Long Way to the Top (If You Wanna Rock 'n' Roll) Jailbreak
T.N.T. est une chanson du groupe de hard rock australien AC/DC sortie en single en Océanie en 1976. Elle est présente sur l'album du même nom (sorti uniquement en Océanie) et sur High Voltage (version internationale). La chanson a été écrite par Bon Scott, Angus Young et Malcolm Young. 
Une version live de la chanson est sortie sur l'album Live avec Brian Johnson au chant. 
La phrase « Lock up your daughters » de la chanson a été utilisée en tant que titre de la tournée d'AC/DC au Royaume-Uni en 1976.

## Dans les médias
- La chanson fut jouée dans les publicités de Napoleon Dynamite.
- La chanson apparaît dans la bande-son du jeu Tony Hawk's Pro Skater 4.
- La chanson a été incluse à la liste de chansons jugées inappropriées par Clear Channel Communications à la suite des attentats du 11 septembre 2001[1].
- La chanson apparaît dans l'épisode de Noël de That '70s Show.
- La chanson est utilisée par plusieurs équipes de sport comme les Giants de San Francisco, les Sénateurs d'Ottawa, les Indians de Cleveland, les SaberCats de San José, les Fremantle Dockers, les Badgers du Wisconsin, Kings de Los Angeles, les Winter Hawks de Portland, les Cougars de Prince George et le Paris Saint-Germain Handball.
- La chanson a été utilisée comme sonnerie d'entrée du catcheur britannique Mark "Rollerball" Rocco (Mark Hussey) (en) dans les années 1980 et début des années 1990 et du catcheur Robbie "The Body" Dynamite (Rob Berzins) au début des années 2000.
- La chanson a été jouée dans les films Talladega Nights: The Ballad of Ricky Bobby et Shiner.
- L'émission "Classic Rock 101" de la station de radio de Vancouver fit une parodie de la chanson appelé PNE, pour Pacific National Exhibition (en).
- La chanson est utilisée par les Atlanta Braves quand Peter Moylan entre dans le jeu, et par Texas Rangers pour Taylor Teagarden.
- Le groupe américain de death metal Six Feet Under enregistra une reprise de la chanson pour leur album Graveyard Classics.
- La chanson a été utilisée dans plusieurs promotions de la chaîne américaine TNT dans le milieu des années 1990.
- La chanson est comprise dans le jeu vidéo AC/DC Live: Rock Band Track Pack (en).
- Kid Rock fait allusion à la chanson en chantant "I'm TNT, I'm dynamite", dans la chanson Welcome 2 the Party (Ode 2 the Old School) de l'album Devil Without a Cause.
- Les Dropkick Murphys reprennent fréquemment la chanson lors de leurs concerts.

## Formation
- Bon Scott - chant
- Angus Young - guitare solo
- Malcolm Young - guitare rythmique
- Mark Evans - guitare basse
- Phil Rudd - batterie

- Harry Vanda - producteur
- George Young - producteur